# ملانطيوناوية
الملانطيوناوية (الاسم العلمي:Melanthieae) هي قبيلة من النباتات تتبع فصيلة الملانطيونية من رتبة الزنبقيات.

## الأجناس
- الملانطيون
- الأسقورديون السام